# Hradište (okres Partizánske)
Hradište je obec na Slovensku v okrese Partizánske v Trenčínském kraji. Obec se nachází v údolí Nitrice, devět kilometrů severně od Partizánskeho. Žije v ní přibližně 1 000 obyvatel.

## Historie
První písemná zmínka o vesnici pochází z roku 1533.

## Pamětihodnosti
Obec se nachází pod lužickým hradištěm ze starší doby železné, na kterém stojí římskokatolický románský kostel svatého Barnabáše, který byl postaven kolem roku 1096 a hřbitov s náhrobky z 11.–12. století. Okolo kostela vede kamenná zeď. Do správního území obce zasahuje část přírodní památky Nitrica.